# دیرک دمول
دیرک دمول (اسپانیایی: Dirk Demol‎؛ زادهٔ ۴ نوامبر ۱۹۵۹) دوچرخه‌سوار اهل بلژیک است.